# 艾莉西斯·拉干
艾莉西斯·拉干（Alexis Lagan，1993年1月25日—）生於美國內華達州亨德森，是一名美國射擊運動員，主攻手槍項目，曾獲得2018年美洲射擊錦標賽女子25公尺手槍冠軍。

## 外部連結
- ISSF （页面存档备份，存于）